# Uichiro Hatta
Uichiro Hatta (八田 卯一郎 Hatta Uichiro?,  10 de septiembre de 1903 en Osaka - 20 de abril de 1989 en Kanagawa) fue un futbolista japonés que se desempeñaba como centrocampista.
Hatta fue elegido para integrar la selección nacional de Japón para los Juegos del Lejano Oriente de 1925. En 1925, Hatta jugó 2 veces para la selección de fútbol de Japón.

## Trayectoria

### Clubes
| Club     | País  | Año  |
| -------- | ----- | ---- |
| Osaka SC | Japón | ???? |

### Selección nacional
| Selección | País  | Año  |
| --------- | ----- | ---- |
| Absoluta  | Japón | 1925 |

## Estadística de equipo nacional
| Selección de Japón | Selección de Japón | Selección de Japón |
| Año                | Part.              | Goles              |
| ------------------ | ------------------ | ------------------ |
| 1925               | 2                  | 0                  |
| Total              | 2                  | 0                  |